# Iúri Záitsev
Iúri Konstantínovitch Záitsev (em russo:  Юрий Константинович Зайцев; 17 de janeiro de 1951, na vila de Pobedino [ru], oblast de Sacalina – 30 de setembro de 2022 em Dnipro, Ucrânia) foi um halterofilista da União Soviética.
Iúri Záitsev e sua família mudaram-se para a região de Karaganda, no Cazaquistão, no início da década de 1960. Foi ali que ele começou a praticar levantamento de peso e, em 1974, foi selecionado para a seleção nacional soviética. No final de 1976, Záitsev mudou-se para Dnipropetrovsk, na Ucrânia, onde mais tarde trabalhou como treinador do clube local.
Záitsev conquistou a medalha de ouro nos Jogos Olímpicos de Montreal, em 1976, que contou como Campeonato Mundial também, na categoria até 110 kg (pesado), com um total combinado de 385 kg. Ele levantou 165 kg no arranque (4º) e 220 kg no arremesso (1º). O búlgaro Krastio Semerdjiev também consenguiu esse mesmo resultado (170+215),  mas Záitsev ficou com a medalha de ouro por ter menor peso corporal. Ele herdou o ouro após a desclassificação por doping do também búlgaro Valentin Khristov.
Záitsev também conquistou a medalha de bronze no Campeonato Mundial de 1974, prata no Campeonato Mundial e Europeu de 1977, que foram organizados como um único evento, além de ter sido novamente campeão mundial em 1978 e, finalmente, campeão europeu em 1979.
QUADRO DE RESULTADOS
| Ano  | Competição                                                | Classe de peso | Marca (kg)        | Pos. | Ref.        |
| ---- | --------------------------------------------------------- | -------------- | ----------------- | ---- | ----------- |
| 1974 | Campeonato da União Soviética em Tiblíssi                 | –110 kg        | 375 (167,5+207,5) | 6.   | [ 9 ]       |
| 1974 | Campeonato Mundial em Manila                              | –110 kg        | 367,5 (160+207,5) | 3    | [ 6 ] [ 7 ] |
| 1975 | Spartakiada & Campeonato da União Soviética em Vilnius    | –110 kg        | 387,5 (165+222,5) | 2    | [ 10 ]      |
| 1976 | Campeonato Europeu em Berlim Leste                        | –110 kg        | 400 (172,5+227,5) | 2    | [ 6 ]       |
| 1976 | Campeonato da União Soviética em Karaganda                | –110 kg        | 395 (172,5+222,5) | 1    | [ 11 ]      |
| 1976 | Jogos Olímpicos em Montreal                               | –110 kg        | 385 (165+220)     | 1    | [ 6 ] [ 7 ] |
| 1976 | Campeonato Mundial em Montreal                            | –110 kg        | 385 (165+220)     | 1    | [ 6 ] [ 7 ] |
| 1977 | Campeonato Europeu em Stuttgart                           | –110 kg        | 395 (170+225)     | 2    | [ 6 ]       |
| 1977 | Campeonato Mundial em Stuttgart                           | –110 kg        | 395 (170+225)     | 2    | [ 6 ] [ 7 ] |
| 1978 | Campeonato da União Soviética em Kiev                     | –110 kg        | 395 (170+225)     | 2    | [ 12 ]      |
| 1978 | Campeonato Europeu em Havířov                             | –110 kg        | 402,5 (177,5+225) | 1    | [ 6 ]       |
| 1978 | Campeonato Mundial em Gettysburg                          | –110 kg        | 402,5 (172,5+230) | 1    | [ 6 ] [ 7 ] |
| 1979 | Campeonato Europeu em Varna                               | –110 kg        | 400 (172,5+227,5) | 1    | [ 6 ]       |
| 1979 | Spartakiada & Campeonato da União Soviética em Leningrado | –110 kg        | 395 (172,5+222,5) | 3    | [ 13 ]      |

Estabeleceu dois recordes mundiais no arremesso, na categoria até 110 kg, que foram:
- 235 kg, 1975, em Moscou
- 238 kg, 1980, em Podolsk